# Bombardamento di Napoli del 1918
Il bombardamento su Napoli dell'11 marzo 1918 fu il primo bombardamento che colpì la città di Napoli.

## Contesto storico e premesse
L'Italia entrò in guerra il 24 maggio 1915, dichiarando dapprima guerra all'Austria-Ungheria, dopo essere uscita dalla Triplice Alleanza, per schierarsi a favore della Triplice intesa.
Dopo la battaglia di Caporetto vi fu una riorganizzazione dell'esercito italiano impegnato sul fronte, sia a livello direttivo che a livello organizzativo. Il 9 novembre 1917 Luigi Cadorna fu rimpiazzato alla guida dell'esercito dal generale Armando Diaz, che dedicò molti sforzi a ricostruire le forze italiane. Le forze armate erano impegnate prevalentemente sul fronte, e gli attacchi nemici erano indirizzati nei confronti del Regio Esercito.
Ma durante la prima guerra mondiale i civili erano stati coinvolti con la fame, le malattie, le deportazioni forzate lontane dalle linee del fronte; alcuni bombardamenti e cannoneggiamenti avevano colpito, però, già alcune grandi città, come Londra e Parigi. Ma molte furono le incursioni aeree da parte di aerei e dirigibili austriaci e tedeschi, rivolti contro i centri abitati nelle immediate vicinanze del fronte italiano, come quelli che coinvolsero le città di Padova e di Venezia, o in prossimità di centri industriali. Tra il 1915 e il 1918, le città italiane subirono circa 500 incursioni aeree nemiche che provocarono 984 morti e 1.100 feriti.
La popolazione civile di Napoli non fu totalmente coinvolta nella Grande Guerra, al contrario della seconda guerra mondiale, vista anche la sua lontananza dalle trincee.
C'è da dire, però, che anche Napoli ebbe un importante ruolo, durante la Grande Guerra, nella fabbricazione di armi ed elementi chimici ad uso bellico: dal 1916, all'Università di Napoli, si produceva la cloropicrina usata, appunto, per gli scopi sopraccitati.

## Il bombardamento
La notte tra il 10 e l'11 marzo 1918, il dirigibile tedesco LZ 104 partì dalla base di Jambol per compiere il raid aereo su Napoli. 
Gli obiettivi del bombardamento erano il porto, l'Ilva di Bagnoli, le industrie di Napoli e i cantieri Armstrong di Pozzuoli (che producevano un immane numero di munizioni di guerra).
Verso le ore 1.30, il comandante diede l'ordine di sganciare l'esplosivo da un'altezza di 4.800 metri. Ma a causa di errori di calcolo, gli esplosivi (24 ordigni per 6.400 kg, lanciati in tre ondate) non colpirono gli obiettivi prefissati.

## Dopo il bombardamento: danni e vittime
Le bombe colpirono la zona dei Granili (alle spalle del porto), i Quartieri Spagnoli, la zona di Piazza del Municipio e Via Toledo, Posillipo, il Corso Vittorio Emanuele ed aree adiacenti ad esso nel quartiere Chiaia ed infine Bagnoli.
Almeno 20 persone persero la vita:
- 5 (e oltre 40 feriti) nella zona orientale di Sant'Erasmo, tra il settecentesco edificio dei Granili, da tempo adibito anche a deposito militare, ed il Ponte della Maddalena;
- almeno 2 tra via S. Brigida – nelle vicinanze della piazza del Municipio – e i retrostanti e densamente abitati Quartieri Spagnoli, alle spalle della strada di Toledo, più precisamente tra la

via Conte di Mola, il vicolo Speranzella, i gradoni di S. Mattia e la piazzetta della Concordia (le vittime furono: uno spazzino decapitato all’angolo di via Santa Brigida e una vecchia ridotta in poltiglia a via Sant’Anna di Palazzo);
- almeno 2 nella zona compresa tra i monasteri di S. Maria Apparente e di S. Nicola da Tolentino, a monte del corso Vittorio Emanuele;
- almeno 11 (tra le quali 9 anziani ricoverati presso l’Ospizio delle Piccole Suore dei Poveri all'Arco Mirelli all'incontro col Rione Principe Amedeo) (e oltre 40 feriti) nel Rione Amedeo a Chiaia, compresa tra il corso Vittorio Emanuele, la salita dell’Arco Mirelli e le prime propaggini della collina di Posillipo.

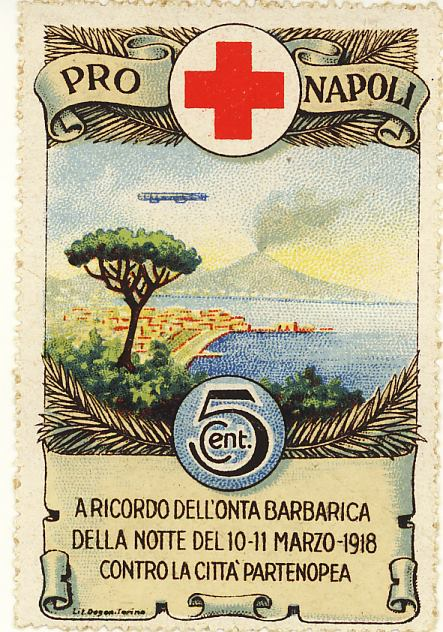
Fermalettera a memoria del bombardamento subito da Napoli

I feriti furono oltre cento.

## Reazioni
Napoli era totalmente impreparata a subire un attacco del genere. Inizialmente, le forze dell'ordine credevano che si trattasse di esplosioni provocate da una rivolta popolare o da anarchici: per questo motivo non ci fu nessuna reazione dalla contraerea. Il Prefetto inviò solo delle guardie con il compito di presidiare i quartieri colpiti. Solo il giorno dopo fu appurata la natura del raid aereo nemico, tuttavia senza appurare né gli obiettivi, né i responsabili. Il fatto che gli esplosivi abbiano colpito le zone del centro e, non il porto e le industrie come prefissato, indignò l'opinione pubblica accusando gli autori del raid di voler seminare terrore tra la popolazione civile.

## Sviluppi successivi
La notte dell'11 marzo il dirigibile, essendo ad una quota stimata tra 3 650 e 4 880 metri, fu oscurato dalle tenebre, ed è anche per questo nessuno pensò subito ad un attacco aereo.
La verità venne scoperta solo nel 1920, quando un Comunicato del Ministero della Marina Tedesca trasmise un'informativa in cui si accertava che tra il 1917 ed il 1918 il dirigibile L104 aveva compiuto 3 crociere di guerra, la prima fino a Khartum (fallita), la seconda proprio su Napoli e la terza sul Canale di Suez.
Successivamente venne istituita un'apposita Commissione di inchiesta, che chiese il rinvio a giudizio, presso il tribunale militare di Napoli, degli ufficiali che dovevano essere in servizio la notte del bombardamento e del radiotelegrafista di turno. Il Commissario Generale del Corpo Aeronautico esonerò i comandanti della difesa antiaerea di Napoli, Foggia e Termoli.